# أبلي جالو
أبلي جالو (بالإنجليزية: Ablie Jallow)‏ (14 نوفمبر 1998 في غامبيا - ) هو لاعب كرة قدم غامبي في مركز الوسط. شارك مع منتخب غامبيا لكرة القدم. أما مع النوادي، فقد لعب مع جينيراسيون فوت ونادي ميتز.

## روابط خارجية
- أبلي جالو على موقع قاعدة بيانات كرة القدم.إي يو (الإنجليزية)
- أبلي جالو على موقع ناشيونال فوتبول تيمز (الإنجليزية)
- أبلي جالو على موقع Soccerbase.com (لاعب) (الإنجليزية)
- أبلي جالو على موقع Soccerway.com (الإنجليزية)
- أبلي جالو على موقع عالم كرة القدم.نت (الإنجليزية)